# 로드니 킹
로드니 글렌 킹(Rodney Glen King, 1965년 4월 2일 ~ 2012년 6월 17일)은 아프리카계 미국인 건설인으로 로스앤젤레스 폭동의 당사자이다. 1991년 3월 2일 신호를 어겨 백인 경찰들에게 구타를 당하고, 그 경찰들이 무죄를 선고받자 이로 인해 흑인 사회의 분노를 유발했다.

## 폭행 사건 및 재판
킹은 1965년 4월 2일 캘리포니아주 새크라멘토에서 태어났다. 그가 1991년 3월 3일 음주 후 두 친구를 태워 현대 엑셀 차량을 운전하며 고속도로 상에서 과속을 하던 것이 오전 0시 30분 경 경찰의 눈에 띄었다. 경찰차가 조명을 비추고 사이렌을 울리며 최고 시속 188 km(117 mph)으로 추격하며 정차할 것을 요구하였으나, 킹의 차량은 계속 달아났다. 훗날 킹의 회고에 따르면, 그가 당시 강도 혐의로 인한 집행유예 기간이었기 때문에 음주운전으로 붙잡히지 않기 위해 경찰을 피해 달아난 것이었다. 고속도로 추격전 끝에 잡힌 그가 1991년 로스앤젤레스 경찰관들에 의하여 구타를 당한 것이 비디오 테이프에 녹화되고 전국에 방송이 된 후, 미국에서 인종적 긴장의 상징이 된 아프리카계 미국인이 되었다.
4명의 백인 경찰관(로런스 파월, 티모시 윈드, 시어도어 브리세노와 스테이시 쿤)은 치명적인 무기와 폭행, 과잉 폭력을 포함한 범죄의 위반들과 함께 구속되었다. 그들의 재판은 원래 로스앤젤레스에서 열릴 예정이었으나 검사들은 로스앤젤레스가 널리 알려진 도시라는 이유로 공명정대한 재판이 불가능할 것이란 주장이 받아 들여졌다.
재판은 로스앤젤레스의 압도적으로 백인들의 외곽 시미 밸리로 옮겼다. 배심원단은 10명의 백인, 1명의 히스패닉과 1명의 아시아인으로 이루어졌고, 많은 이들이 아무 아프리카계 미국인 배심원들이 없던 사실로 반대하였다. 고발된 경찰관들은 “로드니 킹이 위협적인 태도를 취했고 경찰은 사고를 미연에 방지하기 위해 애썼으며 법은 공정하게 집행됐다”며 정당방위였음을 주장했다. 증인으로 나선 동료 경찰관은 “이들이 킹 때문에 굉장히 두려움에 떨고 있었다”며 정당방위 쪽에 무게를 실어줬다.
1992년 4월 29일 배심원단은 경찰관들에게 무죄 판결을 내려 방면했다.

## 로스앤젤렌스 폭동
이 무죄평결은 로스앤젤레스의 사우스센트럴에서 폭동들을 일으켰다. 50명 이상의 사람들이 사망하고, 2,000명 이상이 부상을 당하고, 9,500명이 폭동, 약탈과 방화로 체포되었으며 10억 달러의 재산 피해를 냈다.
폭동의 3일 째에 킹은 공공 출연을 하여 이제 자신의 유명한 탄원을 만들었다 - "국민들, 난 그냥 우리가 모두 사이가 좋지 않느냐고 말하고 싶다."

## 여파
미국 법무부는 4명의 경찰관에 대항하여 연방 민권 고발들을 제기하였고, 그해 8월 경찰관들 중에 2명이 (티모시 윈드, 시어도어 브리세노) 무죄로 방면되었으나, 다른 2명(로런스 파월, 스테이시 쿤)은 징역 30개월의 유죄 판결을 받았다.
당시 재임 중이던 로스엔젤레스 시장이자 로스엔젤레스 시 최초의 아프리카계 미국인 시장이기도 한 토머스 브래들리가 킹에게 시의 재정으로 2십만 달러 및 4년제 대학 교육 지원을 제안하였다. 킹은 이를 거부하고 로스엔젤레스 시를 고소했다. 결국 킹은 재판에서 승소하여, 3.8 백만 달러의 배상금을 받게 되었다.
폭동과 난폭한 여파에 경찰의 책임은 규정된 인종적 편협을 상징하는 데 많은 소수 민족들에 의하여 선출된 LAPD 본부장 대릴 게이츠의 사임이라는 결과를 낳았다. 그는 폭동을 조사한 독립적 위임에 의하여 제출된 몇몇의 변화들을 소개한 흑인 본부장 윌리 윌리엄스로 대체됐다.

## 후기 생애
경찰관들에 의하여 잔인하게 구타를 당한 지 20여 년이 지난 2012년 5월 킹은 〈The Guardian〉과의 인터뷰에서 사건을 논의하며 이렇게 진술하였다 - "그 일은 구제하는 데 고통을 주는 일이 아니다. 난 미국의 역사에서 나의 직위와 편안하다. 그 일은 강간을 당하고, 모든 것을 치운 것 같고, 콘크리트에서, 아스팔트에서 거의 죽음으로 구타 당한 것과 같다. 난 그냥 노예가 되는 데 어떤 느낌이 드는지 알았다. 난 내가 다른 세상에 있던 것 같은 느낌이 들었다."
그는 자신에게 부상을 입힌 경찰관들을 용서한 것을 포함한 자신의 병을 고치는 진행에 대하여 이야기하러 갔다. 그는 "난 용서하는 것을 배워야 했습니다"라고 말하였다. "그날 밤 난 잠을 자지 못하였다. 난 궤양에 걸렸다. 난 하나님이 그것과 다루는 데 놓아야 했다. 아무도 자신들 소유의 집에서 미치려고 원하지 않는다. 난 나의 인생의 전부에 화내고 싶지 않았다. 그것은 당신이 의미하는 데 너무 많은 에너지를 가져나가는 편이다."
1991년 구타 후, 킹은 지속적으로 고통스러운 인생을 이끌어 알콜 중독과 분투하고, 법률과 함께 작은 충돌을 일으켰다. 2004년 그는 리앨토에서 자신의 SUV의 정신을 잃고 동력 기동으로 부딪친 후 PCP 마약의 영향력 아래에 운전한 죄로 유죄 판결을 받았다. 2005년 그는 국내적 폭력의 혐의로 구속되었고, 2007년 경찰은 또한 국내적 논쟁의 결과로 믿어진 비인생의 위협적인 발포와 함께 술에 취한 것을 찾아냈다.
킹은 VH1의 〈Celebrity Rehab〉에 현실적인 TV 스타로서와 자신의 2012년 회고록 《The Riot Within:My Journey from Rebellion to Redemption》에서 자신의 분투들을 나누었다.
로스앤젤레스 폭동의 20주년을 맞으며 킹은 CNN에게 자신을 구타한 경찰관들을 자신이 이미 용서했다고 하며, "예, 난 수많이 용서해 온 이유로 난 이미 그들을 용서하였다. 나의 나라는 나에게 좋게 대하였고, 난 나의 인생에서 기쁘지 않았던 어떤 일들을 했으며 난 그 것에 대하여 용서하였다."라고 말하였다.
최종적 비극의 꼬임에서 킹의 인생은 2012년 6월 17일에 끝났다. 그의 약혼녀 신시아 켈리는 리앨토에 있는 수영장의 밑바닥에서 그를 발견하였다. 켈리는 이전에 로스앤젤레스에 대항하여 킹의 민사 소송에서 배심원으로 지냈다. 장면으로 책임이 지어진 경찰들에 의하면 범죄의 예비적인 흔적이 없었다고 한다. 로스앤젤레스 폭동이 미국에서 인종적 긴장을 싸우는 중심에 그를 던진 지 20년 만에 킹은 지방 병원에서 사망했다.

## 같이 보기
- 조지 플로이드 사망 사건